# Danay García
Danay García, född 5 juli 1984 i Havanna, Kuba, är en kubansk skådespelare och modell. Hon är känd för sin roll som Sofia Lugo i TV-serien Prison Break och som Luciana Galvez i Fear the Walking Dead.

## Filmografi (i urval)
- 2006 – Danika
- 2007 – CSI: Miami (TV-serie)
- 2007–2009 – Prison Break (TV-serie)
- 2009 – CSI: New York (TV-serie)
- 2010 – Peep World
- 2013 – Supernatural (TV-serie)
- 2016–2023 – Fear the Walking Dead (TV-serie)
- 2017 – Hawaii Five-0 (TV-serie)